# Дейвис, Алан (комик)
Алан Дейвис (англ. Alan Davies, род. 6 марта 1966 года, графство Эссекс, Англия) — английский комик, писатель, актёр. Наиболее известен своей ролью фокусника-изобретателя в сериале «Джонатан Крик». Также является постоянным участником телепрограммы QI.

## Биография
Алан Дейвис родился в Лоутоне, графство Эссекс. Когда Алану было шесть лет, у него умерла мать. Поэтому Алана, а также его брата и сестру воспитывал отец, который по профессии был бухгалтером. Алан получил частное образование в школе Бэнкрофт, затем окончил колледж Лоутона и университет Кента по специальности «драма».

## Карьера
Свою комедийную деятельность Алан начал в 1988 году, выступая в клубе Whitstable. И уже в 1991 году журнал Time Out назвал его лучшим молодым комиком. Также в 1998 году на канале «BBC One» было показано его шоу Urban Trauma. В 2012 году Алан Дейвис начал свой тур под названием Life Pain.
Популярность пришла к Алану Дэйвису после сериала «Джонатан Крик», где он сыграл фокусника-изобретателя, которого привлекают к раскрытию преступлений. Благодаря этому сериалу Алан получил премию BAFTA в номинации «Лучшее драматическое шоу». В 1998 году Алан Дейвис выпустил своё радиошоу, кассеты которого выпускались на BBC. В 2001 году Алан сыграл в комедийной драме «Боб и Роуз». За свою роль он получил награду как лучший актёр на фестивале в Монте-Карло.
В 2009 году вышла книга «My Favourite People and Me», где он отмечает Чехова, Джеймса Белуши, Маргарет Тэтчер, Старски и Хатч. Также он упоминает в книге футбольный клуб «Арсенал», болельщиком которого он является.
В 2003 году принял участие в рубрике «звезда в бюджетном автомобиле» английской телепередачи Top Gear (Сезон 02, Эпизод 10) и проехал круг за 1 минуту и 54 секунды. 

## Личная жизнь
13 января 2007 года Алан женился на писательнице Кэти Маскелл, с которой он познакомился за кулисами телепрограммы QI в 2005 году. Их шафером был друг Алана комик Билл Бэйли. 9 декабря 2009 года у пары родилась дочь, Сьюзи. А 18 июня 2011 года родился второй ребёнок, мальчик.

## Фильмография
- 1997—2013 — Джонатан Крик / Jonathan Creek — Джонатан Крик
- 2003 — КьюАй: Весьма интересно / QI: Quite Interesting
- 2001 — Боб и Роуз / Bob & Rose — Боб
- 20042005 — The Brief
- 2008 — Ангус, стринги и поцелуи взасос / Angus, Thongs and Perfect Snogging — Боб Николсон
- 2010 — Кухня[англ.] / Whites— Роланд Вайт
- 2010 — Хлопушки / Little Crackers— Алан